# الادیکارپور
الادیکارپور (به انگلیسی: Aladikaruppur) یک منطقهٔ مسکونی در هند است که در تامیل نادو واقع شده‌است.

## خصوصیات
الادیکارپور ۱٬۲۹۰ نفر جمعیت دارد.